# La Bonneville

La Bonneville este o comună în departamentul Manche, Franța. În 1 ianuarie 2022 avea o populație de 176 de locuitori.